# Bâki
Bâki (egentligen Mahmut Abdülbaki) född 1526 i Istanbul, död 7 april 1600, var en turkisk författare, en av de främsta lyrikerna inom den klassiska osmanska hovpoesin.
Bâki var en divanlyriker och en av hans kända dikter är det sorgeode han skrev 1566 vid sultanen Süleyman I:s död. Han är traditionellt känd för att vara den turkiska diktaren som på det mest fulländade sättet använde det turkiska språket i persiska versmått (aruz).